# Poecilium semenovi
Poecilium semenovi är en skalbaggsart som först beskrevs av Plavilstshikov 1935.  Poecilium semenovi ingår i släktet Poecilium och familjen långhorningar. Inga underarter finns listade i Catalogue of Life.